# Volný způsob

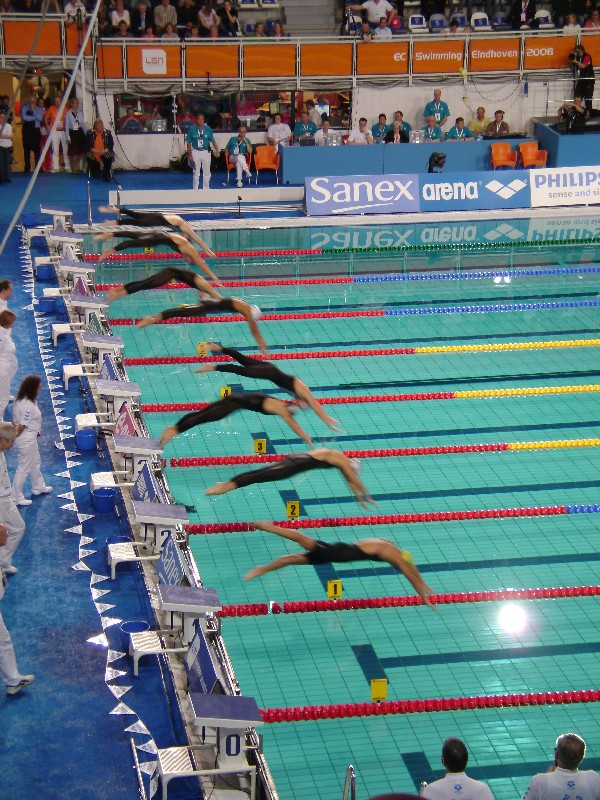
Start žen na 400 m volný způsob na ME 2008

Volný způsob je způsob v plavání, který není v pravidlech svázán předepsaným provedením. Protože nejrychlejším plaveckým způsobem je kraul, tak se plave téměř výhradně kraulem. V polohovém závodě je volný způsob vymezen jako jiný způsob než znak, prsa nebo motýlek.

## Maximální rychlost
Člověk je obecně obratlovcem, který není příliš dobře uszpůsoben rychlému plavání, resp. pohybu ve vodě. Někteří vodní obratlovci (ryby, kytovci, žraloci ad.) dokážou vyvinout rychlost ve vodě i přes 50 km/h. Nejvyšší plavecká rychlost člověka, která byla dosud oficiálně zaznamenána, je plavecký výkon 17,63 sekundy na vzdálenost 50 yardů (45,72 metru), odpovídající rychlosti 2,59 m/s (9,34 km/h). Toho dosáhl v roce 2018 americký plavec Caeleb Dressel, který 15-ti metrový úsek údajně zaplaval za 4,96 s., což odpovídá dokonce rychlosti 3,02 m/s (10,89 km/h).
Nejrychlejší plavkyní je zatím Američanka Gretchen Walsh, která drží světový rekord na 50 metrů volný způsob časem 22,83 s. To odpovídá průměrné rychlosti 2,19 m/s (7,88 km/h). Na trati 50 yardů (45,72 metru) pak drží světový rekord časem 19,95 s., což odpovídá rychlosti 2,29 m/s (8,25 km/h).

## Disciplíny
Na největších světových plaveckých soutěžích se volným způsobem plavou následující tratě:
- 50 m
- 100 m
- 200 m
- 400 m
- 800 m – na OH a na ME v této disciplíně soutěží pouze ženy. Na MS ji plavou i muži.
- 1500 m – na OH a na ME v této disciplíně soutěží pouze muži. Na MS ji plavou i ženy.

Štafety:
- 4×50 m – plave se pouze na ME25
- 4×100 m
- 4×200 m